# Mikrantemum
Mikrantemum (lat. Micranthemum), rod zeljastog raslinja iz porodice ljuborovki (Linderniaceae). Pripada mu 13 vrsta vodenih trajnica raširenih u suptropskoj i tropskoj Americi

## Vrste
1. Micranthemum arenarioides (Griseb.) M.Gómez
2. Micranthemum bryoides (Griseb.) M.Gómez
3. Micranthemum callitrichoides (Griseb.) C.Wright
4. Micranthemum erosum (Griseb.) Eb.Fisch., Schäferh. & Kai Müll.
5. Micranthemum glomeratum (Chapm.) Shinners
6. Micranthemum longipes (Urb.) Acev.-Rodr.
7. Micranthemum micranthemoides Wettst.
8. Micranthemum procerorum L.O.Williams
9. Micranthemum reflexum (C.Wright ex Griseb.) C.Wright
10. Micranthemum rotundatum Griseb.
11. Micranthemum standleyi L.O.Williams
12. Micranthemum tetrandrum C.Wright
13. Micranthemum umbrosum (J.F.Gmel.) S.F.Blake

## Sinonimi
- Amphiolanthus Griseb.
- Globifera J.F.Gmel.
- Hemianthus Nutt.
- Hemisiphonia Urb.
- Pinarda Vell.